# إيمان هايل
إيمان هايل  (6 يوليو 1958 ) ممثلة ومذيعة أردنية.

## حياتها
هي إيمان إميل إبراهيم مدانات زوجة المخرج هايل العجلوني. وقد عملت في التلفزيون الأردني والإذاعة الأردنية كممثلة مسلسلات تلفزيونية وإذاعية و مدبلجة ؛ وقدمت برنامج سينما 84 مع جمان مجلي وبرامج أخرى. اشتهرت بنعومة صوتها وبأداءها لشخصية بطلة المسلسل الكارتوني سالي. وقد منحت دور البطولة في فيلم الزهرة البرية.
كما أخذت دور عدة شخصيات مثل ماروكو وجانج جوم في مسلسل جوهرة القصر،  وكاتولي فتاة المراعي ورغيف في الرغيف العجيب وحنان في أخي العزيز وأليس في أليس في بلاد العجائب وجمانة في زهرة الجبل ورامي في الهداف وسنبل في مغامرات سنبل وشخصية جودي في مسلسل صاحب الظل الطويل. شاركت كضيف شرف مع مركز الزهرة في فيلم «الحطاب» ومُسلسل «أساطير في قادم الزمان».

## اعمالها

### دبلجة الرسوم المتحركة
- ماروكو الصغيرة - ماروكو.
- صاحب الظل الطويل - جودي ابوت.
- سالي - سالي.
- أليس في بلاد العجائب - أليس.
- الهداف - رامي.
- أخي العزيز - حنان.
- مغامرات سنبل - سنبل.
- سبايدر رايدرز - هانتر ستيل
- كنز الحطاب (2018)
- أساطير في قادم الزمان

### مسلسلات ومسرحيات وأفلام
أبرز الإنجازات الفنية:
| العمل                   | السنة |
| مسرحية "راشومون"        | 1974  |
| مسلسل "دليلة والزيبق"   | 1975  |
| مسلسل "إبراهيم طوقان"   |       |
| مسلسل "الشريكان"        | 1985  |
| مسلسل "راعي الأولة"     |       |
| مسلسل "المشهد الأخير"   |       |
| مسلسل "الدنيا هيك"      |       |
| مسلسل "حارة الزين"      |       |
| مسلسل "الدرب الطويل"    |       |
| فيلم "الدراما الأردنية" |       |

### برامج تلفازية
- قالت العرب أقوال ذهبت أمثالا (1998)

### مسلسلات مدبلجة
قامت بدور جان غم في المسلسل التاريخي الكوري جوهرة القصر .

## روابط خارجية
- إيمان هايل على موقع قاعدة بيانات الأفلام العربية